# USS Capitaine (SS-336)
USS Capitaine (SS/AGSS-336) là một  tàu ngầm lớp Balao từng phục vụ cùng Hải quân Hoa Kỳ trong Chiến tranh Thế giới thứ hai. Nó là chiếc tàu chiến duy nhất của Hải quân Hoa Kỳ được đặt cái tên này, theo tên một loài trong họ Cá bàng chài. Nó đã hoạt động trong Thế Chiến II, thực hiện được hai chuyến tuần tra trước khi xung đột chấm dứt. Sau đó nó tiếp tục phục vụ trong giai đoạn Chiến tranh Lạnh cho đến năm 1950 và từ năm 1957 đến năm 1966, và được xếp lại lớp như một tàu ngầm phụ trợ AGSS-336. Con tàu sau đó được chuyển cho Ý để tiếp tục hoạt động như là chiếc Alfredo Cappellini (S 507) cho đến năm 1977, rồi cuối cùng bị tháo dỡ. Capitaine được tặng thưởng một Ngôi sao Chiến trận do thành tích phục vụ trong Thế Chiến II.

## Thiết kế và chế tạo
Thiết kế của lớp Balao được cải tiến dựa trên  tàu ngầm lớp Gato dẫn trước, là một kiểu tàu ngầm hạm đội có tốc độ trên mặt nước cao, tầm hoạt động xa và vũ khí mạnh để tháp tùng hạm đội chiến trận. Khác biệt chính so với lớp Gato là ở cấu trúc lườn chịu áp lực bên trong dày hơn, và sử dụng thép có độ đàn hồi cao (HTS: High-Tensile Steel), cho phép lặn sâu hơn đến 400 ft (120 m). Con tàu dài 311 ft 9 in (95,02 m) và có trọng lượng choán nước 1.526 tấn Anh (1.550 t) khi nổi và 2.424 tấn Anh (2.463 t) khi lặn. Chúng trang bị động cơ diesel dẫn động máy phát điện để cung cấp điện năng cho bốn động cơ điện, đạt được công suất 5.400 shp (4.000 kW) khi nổi và 2.740 shp (2.040 kW) khi lặn, cho phép đạt tốc độ tối đa 20,25 hải lý trên giờ (37,50 km/h) và 8,75 hải lý trên giờ (16,21 km/h) tương ứng. Tầm xa hoạt động là 11.000 hải lý (20.000 km) khi đi trên mặt nước ở tốc độ 10 hải lý trên giờ (19 km/h) và có thể hoạt động kéo dài đến 75 ngày.
Tương tự như lớp Gato dẫn trước, lớp Balao được trang bị mười ống phóng ngư lôi 21 in (530 mm), gồm sáu ống trước mũi và bốn ống phía phía đuôi tàu, chúng mang theo tối đa 24 quả ngư lôi. Vũ khí trên boong tàu gồm một hải pháo 4 inch/50 caliber, một khẩu pháo phòng không Bofors 40 mm nòng đơn và một khẩu đội Oerlikon 20 mm nòng đôi, kèm theo hai súng máy .50 caliber. Trên tháp chỉ huy, ngoài hai kính tiềm vọng, nó còn trang bị ăn-ten radar SD phòng không và SJ dò tìm mặt biển. Tiện nghi cho thủy thủ đoàn bao gồm điều hòa không khí, thực phẩm trữ lạnh, máy lọc nước, máy giặt và giường ngủ cho hầu hết mọi người, giúp họ chịu đựng cái nóng nhiệt đới tại Thái Bình Dương cùng những chuyến tuần tra kéo dài đến hai tháng rưỡi.
Capitaine được đặt lườn tại xưởng tàu của hãng Electric Boat Company ở Groton, Connecticut vào ngày 2 tháng 12, 1943. Nó được hạ thủy vào ngày 1 tháng 10, 1944, được đỡ đầu bởi bà J. A. Rondomanski, và được cho nhập biên chế cùng Hải quân Hoa Kỳ vào ngày 26 tháng 1, 1945 dưới quyền chỉ huy của Hạm trưởng, Thiếu tá Hải quân Ernest Southard Friedrick.

## Lịch sử hoạt động

### USSCapitaine

#### 1945
Sau khi hoàn tất việc chạy thử máy huấn luyện tại vùng biển ngoài khơi và New England, Capitaine chuẩn bị để được điều động sang khu vực Mặt trận Thái Bình Dương. Nó khởi hành từ Căn cứ Tàu ngầm Hải quân New London tại New London, Connecticut vào ngày 7 tháng 3, 1945, băng qua kênh đào Panama và đi đến Trân Châu Cảng vào ngày 15 tháng 4.
Lên đường vào ngày 6 tháng 5 cho chuyến tuần tra đầu tiên trong chiến tranh tại vùng biển ngoài khơi Đông Dương thuộc Pháp, gần Sài Gòn, Capitaine không tìm thấy mục tiêu phù hợp. Nó cứu vớt năm thủy thủ Nhật Bản sống sót trôi nổi trên biển vào ngày 16 tháng 6, sau khi tàu buôn của họ đã bị một tàu ngầm khác đánh chìm. Sau khi được tiếp thêm nhiên liệu tại căn cứ vịnh Subic, Philippines, nó tiếp tục chuyến tuần tra tại khu vực biển Java về phía Nam đảo Borneo. Đến ngày 30 tháng 6, nó tham gia cùng tàu ngầm chị em Baya (SS-318) để tấn công bằng hải pháo một đoàn năm tàu buôn nhỏ, đánh chìm được một chiếc trước khi kết thúc chuyến tuần tra và quay trở về căn cứ tại Fremantle, Australia vào ngày 13 tháng 7.
Sau khi được tái trang bị và sửa chữa trong ụ tàu, Capitaine lên đường vào ngày 7 tháng 8 cho chuyến tuần tra thứ hai tại khu vực biển Đông, và vừa có mặt tại khu vực tuần tra khi Nhật Bản chấp nhận đầu hàng vào ngày 15 tháng 8, giúp chấm dứt vĩnh viễn cuộc xung đột. Nó về đến căn cứ vịnh Subic, Philippines vào ngày 21 tháng 8.

#### 1946 - 1950
Quay trở về vùng bờ Tây vào tháng 9, 1945, Capitaine lại thực hiện một chuyến đi sang Viễn Đông vào tháng 1, 1946. Nó đã hoạt động huấn luyện tại vùng biển Philippines cho đến tháng 3, rồi hoạt động trong một tháng tại khu vực quần đảo Hawaii trước khi quay trở về San Diego, California để được đại tu. Con tàu còn thực hiện hai chuyến đi tương tự sang Viễn Đông vào các năm 1947 và 1948. Nó được cho xuất biên chế vào ngày 10 tháng 2, 1950, và được đưa về Hạm đội Dự bị Thái Bình Dương tại Xưởng hải quân Mare Island.

#### 1957 - 1966
Capitaine được cho tấn biên chế trở lại vào ngày 23 tháng 2, 1957 và gia nhập Hạm đội Thái Bình Dương một tháng sau đó. Nó tiếp tục các hoạt động thực hành huấn luyện và tập trận thường lệ tại vùng bờ Tây và vùng biển quần đảo Hawaii, cùng những chuyến biệt phái sang hoạt động tại khu vực Tây Thái Bình Dương cùng Đệ Thất hạm đội cho đến năm 1960. Đến ngày 1 tháng 7, 1960, con tàu được xếp lại lớp như một "tàu ngầm nghiên cứu phụ trợ" với ký hiệu lườn AGSS-336. Nó được cho xuất biên chế vào ngày 4 tháng 3, 1966.

### Alfredo Cappellini(S 507)
Capitaine được chuyển cho Ý vào ngày 5 tháng 3, 1966, và tiếp tục phục vụ cùng Hải quân Ý như là chiếc Alfredo Cappellini (S 507), tên được đặt theo Trung tá Hải quân Alfredo Cappellini (1828-1866), anh hùng trong cuộc Chiến tranh giành độc lập thứ ba của Ý. Con tàu được chuyển quyền sở hữu cho Ý đồng thời rút tên khỏi danh sách Đăng bạ Hải quân Hoa Kỳ vào ngày 5 tháng 12, 1977, và bị tháo dỡ sau đó.

## Phần thưởng
Capitaine được tặng thưởng một Ngôi sao Chiến trận do thành tích phục vụ trong Thế Chiến II.
|  |             |  |
|  | Bronze star |  |

| Dãi băng Hoạt động Tác chiến  |                                                                         |                                      |
| Huân chương Chiến dịch Hoa Kỳ | Huân chương Chiến dịch Châu Á-Thái Bình Dương với 1 Ngôi sao Chiến trận | Huân chương Chiến thắng Thế Chiến II |